# Barybas latesquamosa
Barybas latesquamosa är en skalbaggsart som beskrevs av Frey 1964. Barybas latesquamosa ingår i släktet Barybas och familjen Melolonthidae. Inga underarter finns listade.